# 帝堡城

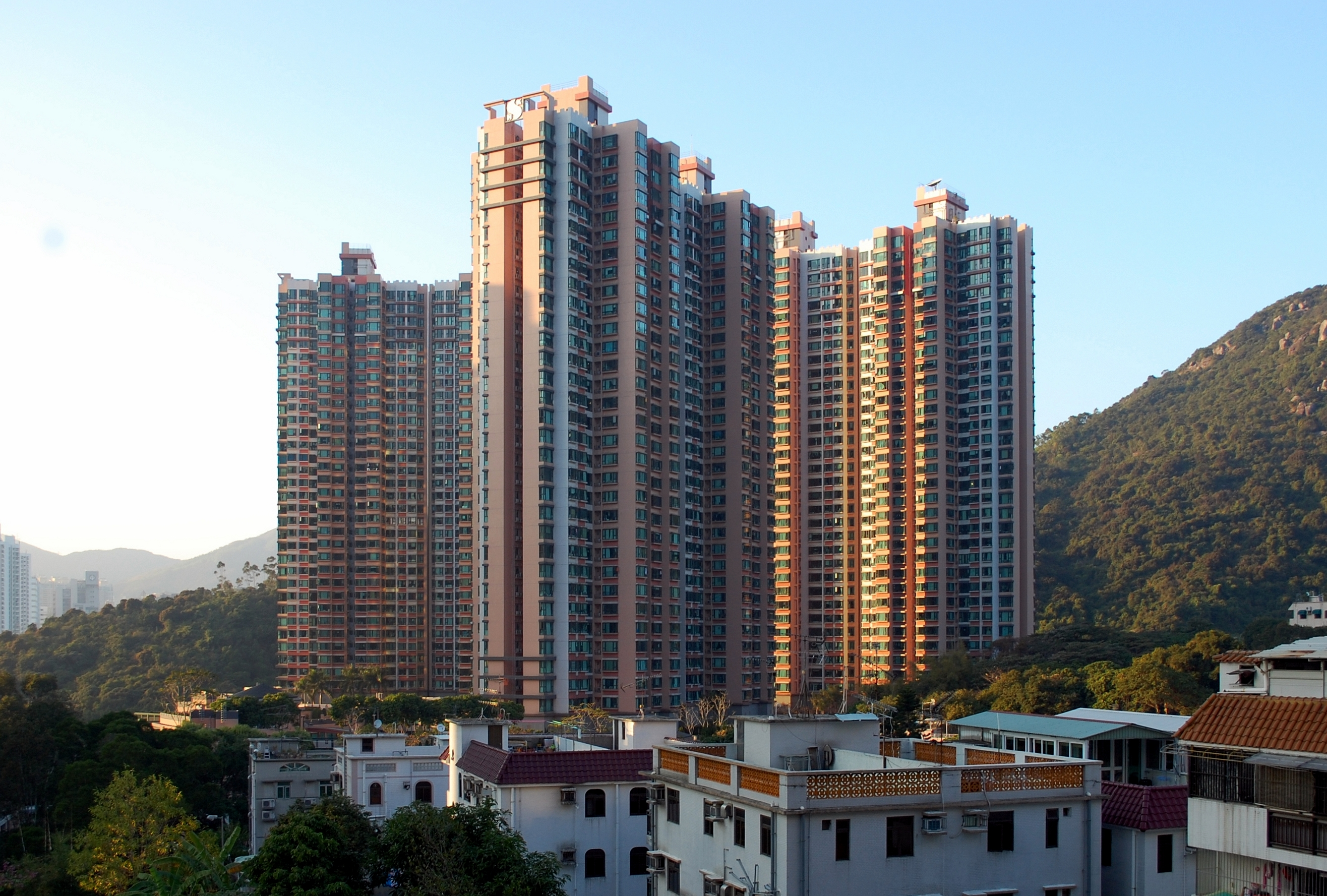
帝堡城東面

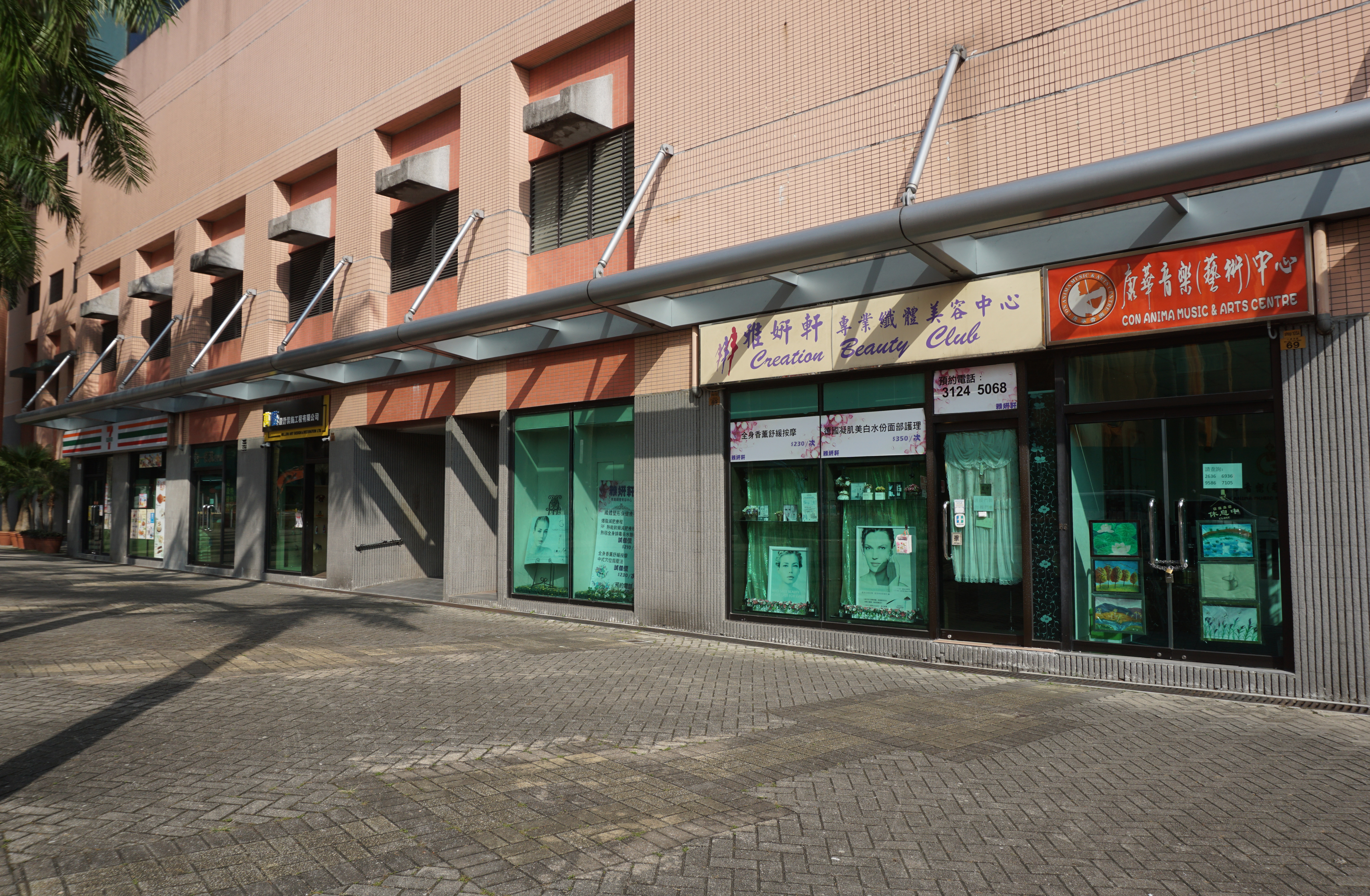
地舖

帝堡城（英語：Castello）位於香港新界沙田區小瀝源小瀝源路69號，鄰近綠怡雅苑、廣源邨及大老山隧道沙田出口。發展商為新鴻基地產，於1999年10月落成，同年12月入伙。

## 物業資料
- 單位總數：1,744個
- 住宅座數：7座（1-3座及5-8座）
- 停車場層數：4層
- 車位總數：1,333個（住客車位1,223個，訪客車位100個，商用及幼兒園車位10個）
- 單位面積：718-1107呎（建築） / 547-901呎（實用）[1]
- 樓高：32層（1-3座，5-6座）/31層（7-8座）。各座沒有4，14，24及34層
- 住客會所：室外游泳池、室內恒溫泳池、水力按摩池、網球場、全天候室內標準運動場、運動室、 乒乓球室、壁球室、兒童遊戲室、健身室、健康舞室、英式桌球室、美式桌球室、蒸氣浴室、桑拿浴室、兒童遊樂場、園藝花園、燒烤場。

## 其他
- 靠近小瀝源路的大藍寮村1A及1B號兩間相連村屋，本為帝堡城的一部分，事緣新地1994年購地興建屋苑期間，該村屋業主拒絕賣地，最後談判破裂，新地唯有改動圖則，該「頂心杉」亦成為大藍寮村的「飛地」[2]。
- 帝堡城停車場7樓天台為公共空間，設有兒童遊樂設施，並有升降機由地下直達。不過一般居民不容易知道該處設公共空間。

## 著名住客
- 王家晴

## 資料來源
1. ↑  中原數據 歷史成交 （页面存档备份，存于）
2. ↑  . 蘋果日報. 2009年12月25日  [2017年2月18日]. （原始内容存档于2017年2月18日）.